# Richard Synge
Richard Laurence Millington Synge (Liverpool, 1914. október 28. – Norwich, 1994. augusztus 18.) brit biokémikus. 1952-ben kémiai Nobel-díjjal tüntették ki, Archer Martin tudóstársával megosztva, „a megoszlásos kromatográfia kifejlesztéséért”.

## Életrajz
Richard Laurence Millington Synge 1914. október 28-án született Liverpoolban, Laurence Millington Synge, liverpooli tőzsdeügynök és Katharine Charlotte Swan fiaként. 1928-ban a Winchester College-ba kezdett járni, ahol 1931-ig főként klasszikusokat, majd természettudományokat tanult. 1933-ban belépett a Cambridge-i Egyetem Trinity College-ába, ahol kezdetben fizikát, kémiát és fiziológiát, majd biokémiát tanult. 1936 és 1939 között N. W. Pirie felügyelete alatt kutatóhallgató volt az egyetem biokémiai laboratóriumában, amelyet Sir Frederick G. Hopkins vezetett, 1939 és 1941 között pedig a Leeds-i Gyapjúipari Kutató Egyesületnél végezte munkásságát. Doktori fokozatát 1941-ben Cambridge-ben szerezte meg.